# Vasile Pavăl
Vasile Pavăl (Vaslui, 1956) è un ingegnere e politico rumeno.
Nel 1981 ha terminato gli studi universitari presso la Facoltà di Costruzioni dell'Università tecnica Gheorghe Asachi di Iași ed è stato assunto al comune di Vaslui come capo del dipartimento di urbanistica, dove ha lavorato fino al 1990.
Tra il 1990 e il 2004 è stato direttore della società Goscom Vaslui, occupando successivamente il ruolo di vicesindaco durante il mandato di primo cittadino di Victor Cristea.
Dal mese di giugno 2008, è sindaco di Vaslui, avendo vinto le elezioni locali con il 55% delle preferenze, ottenute come candidato del Partito Social Democratico (PSD).
Dopo quattro mandati da primo cittadino, nel marzo 2023 ha dichiarato che non si sarebbe ricandidato alle elezioni del 2024 per motivi di salute.